# Římskokatolická farnost Nový Hrozenkov
Římskokatolická farnost Nový Hrozenkov je územní společenství římských katolíků s farním kostelem svatého Jana Křtitele v děkanátu Vsetín. 

## Historie farnosti
První písemná zmínka o obci pochází z roku 1644. Do roku 1649 byla součástí obce Hovězí, od které se nejprve oddělilo 41 pasekářských usedlostí. V 17. století a v první polovině 18. století patřil Nový Hrozenkov k vsetínské faře. Do roku 1752 byly bohoslužby slouženy ve školní budově. Na samostatnou farnost byl Nový Hrozenkov povýšen 30. května 1784.
Současný kostel byl postaven během působení zdejšího prvního faráře Jiřího Jahna v letech 1787 až 1789 poblíž původního dřevěného kostela (ten byl následně zbourán).

## Duchovní správci
Administrátorem je od srpna 2016 R. D. Mgr. Dušan Šimala.

## Bohoslužby
| Kostel                | Místo          | Bohoslužba (den)                 | Hodina               | Poznámka     |
| --------------------- | -------------- | -------------------------------- | -------------------- | ------------ |
| svatého Jana Křtitele | Nový Hrozenkov | neděle úterý středa pátek sobota | 9.15 8.00 18.00 7.15 | farní kostel |

## Aktivity ve farnosti
V říjnu 2016 uděloval ve farnosti svátost biřmování arcibiskup Jan Graubner.
Na území farnosti se pravidelně pořádá tříkrálová sbírka. V roce 2017 se při ní vybralo v Novém Hrozenkově 139 375 korun, v Karolince 74 491 korun. 
Čtyřikrát ročně vychází farní zpravodaj. V farnosti funguje schola, farní charita, ekonomická i pastorační rada.